# 第29回日本選手権競輪
第29回日本選手権競輪（だい29かい にほんせんしゅけんけいりん）は、1976年に千葉競輪場で行われた。

## 決勝戦
- 4月3日（土）

| 着順 | 車番 | 選手       | 登録地   |
| ---- | ---- | ---------- | -------- |
| 1    | 9    | 新井正昭   | 埼玉県   |
| 2    | 1    | 太田義夫   | 千葉県   |
| 3    | 5    | 小松光治   | 宮城県   |
| 4    | 3    | 藤巻清志   | 神奈川県 |
| 5    | 6    | 荒木実     | 京都府   |
| 6    | 8    | 大野昭弘   | 千葉県   |
| 7    | 4    | 矢村正     | 熊本県   |
| 8    | 7    | 平林己佐男 | 東京都   |
| 9    | 2    | 山口国男   | 東京都   |

- 配当 
  - 連勝単式 6－1　4780円

### レース概要
ジャンで正攻法の位置に入った太田の後位を、イン：藤巻ー大野、アウト：山口ー平林で併走。その後ろは、新井ー小松、荒木、矢村の順。最終バックで太田が誘導員を交わして主導権を握るが、３角手前で新井がスパート。新井は４角付近で逃げる太田を捕らえ、最後は３車身の差をつけて優勝。太田が２着に粘り、中を突いて小松が３着に入った。
| 日本選手権競輪       | 日本選手権競輪                  | 日本選手権競輪       |
| -------------------- | ------------------------------- | -------------------- |
| 前回 （1975年）      | 第29回日本選手権競輪 （1976年） | 次回（1977年）       |
| 第28回日本選手権競輪 | 第29回日本選手権競輪 （1976年） | 第30回日本選手権競輪 |